# کارکس میکروپدا
کارکس میکروپدا (نام علمی: Carex micropoda) نام یک گونه از سرده جگن است.